# El Tigre: The Adventures of Manny Rivera
El Tigre: The Adventures of Manny Rivera (no Brasil, El Tigre: As Aventuras de Manny Rivera) foi uma série de desenho animado estadunidense produzida pela Nickelodeon.

## Sinopse
A identidade (não muito) secreta de El Tigre é Manny Rivera, um garoto (não muito) comum, que vive na cidade de Miracle City (Cidade do Milagre em português). Ele possui um cinto bem especial: basta girá-lo para se transformar em um herói parecido com um tigre (daí seu nome).
Os poderes felinos de Manny vêm da família. Seu pai é o herói White Pantera (que significa Pantera Branca). Como já gastou suas poderosas Botas de Bronze da Verdade, ele quer se aposentar e confia que o filho ocupe seu lugar na luta contra o mal.
O que inclui missões como vencer caveiras, pássaros vilões e robôs perigosos.
O garoto está animado para defender seus amigos e a população da cidade. Só que, às vezes, ele se sente um pouco pressionado com as obrigações de herói. Afinal, isso exige responsabilidade... E é meio chato quando ele precisa salvar a cidade bem no dia de uma festa...
O Avô de Manny é o vilão Puma Loco. Ele está sempre pronto para apoiar o lado mais bagunceiro do neto.
Para se ter uma ideia, ele até ensinou Manny a trapacear no jogo de futebol. E um herói nunca poderia fazer isso, é claro!
Manny conta ainda com uma ajuda extra para ficar mais confuso: a sua melhor amiga é Frida, uma roqueira nada comportada. Ela vive metendo o amigo em grandes encrencas. Por sorte, lá no fundo de seu coração, Manny sabe que é muito mais legal ser honesto e ajudar os outros. Isso, sim, é coisa de herói!

## Personagens
- Manny Rivera/El Tigre - Manny é um menino mexicano de 13 anos, é filho de White Pantera, e neto de Puma Loco. Ele quer ser bom como seu pai, mas tem uma pequena tentação com o mal como seu avô Horacio Rivera (Granpapi). Quando gira a fivela mística de seu cinto, se transforma no bravo e destemido super-herói, El Tigre, no qual ele usa seus super-poderes para o bem ou para o mal. O seu nome El Tigre, vem do espanhol, e significa "O Tigre", relacionado com seu uniforme e suas garras. Seus poderes incluem garras retráteis, que cortam e alcançam qualquer coisa (em alguns episódios é mostrado que ele pode se livrar das garras)super força, e habilidade de super-pulos. No episódio "A Escapada", Manny consegue invocar a antigo espírito do Tigre, que é um grande escudo de energia em forma de Tigre, verde brilhante que surge ao seu redor. No episódio "Entra El Cuervo", El Tigre tem uma queda por Black Cuervo, a qual ele chamou de "mi amor" (em português "meu amor"), mas perdeu interesse por ela no fim do episódio, que é bem quando ela começa a gostar dele. Toda vez que Manny faz alguma coisa terrível, muito, muito, muito, muito ruim seu pai o chama pelo seu nome inteiro: Manuel Pablo Gutierrez O'Brian Equihua Rivera.
- Rodolpho Rivera/White Pantera - O pai mexicano de Manny é filho de Granpapi Rivera. Ele tem um pequeno problema em ser um herói chamado White Pantera, enquanto seu pai é um vilão: o Puma Loco. Ele nunca tira as suas Botas de Bronze da Verdade. Rodolpho tem uma relação de amor-ódio com seu pai. Ele sempre mantém sua família em primeiro lugar, mesmo se for no meio de uma batalha épica.
- Granpapi Rivera - É a identidade secreta do vilão Puma Loco, avô de Manny. No passado, ele já foi muito mais perigoso e todos tremiam quando ele aparecia por perto. Mas ainda causa problemas quando ativa seu Sombreiro Dourado do Caos.
- Frida Suárez - A melhor amiga de Manny tem 12 anos, vive com seus pais, e com suas irmãs gêmeas mais velhas. Ela se empolga com tudo, por causa disso está freqüentemente se metendo em encrencas (junto de Manny). Frida sempre usa óculos vermelhos enormes, sobre seu cabelo azul, está toda hora tentando convencer Manny a fazer coisas erradas (como o fazendor de tatuagens que Manny comprou com o dinheiro que seu pai lhe deu para comprar o guacamole; Frida o convenceu a fazer isso). Ela é rival de Zoe Aves (que é secretamente Black Cuervo). Frida adora animais, especialmente, cães e lobos. Ela é uma garota americana, meio mexicana também.Em um episódio pega o cinto de Manny e vira La Tigresa. Mesmo Frida sendo a melhor amiga de Manny, no último episódio eles se beijam.
- Sérgio - É um menino da idade de Manny que se tornou o vilão Senhor Siniestro. Resolveu ser do mal, porque todos riram de seu estilo de caubói e seu cavalo de cabo de vassoura quando se mudou para Miracle City e quis ser vaqueiro (conseguiu até um cavalo de pau. Sendo que os outros achavam que ele parecia um bobão!) Ele tem uma quedinha pela Frida.
- Diego - É, na verdade, Dr. Chipotle Júnior, um malvado que constrói terríveis robôs. O engraçado é que, para isso, usa materiais surpreendentes, como guacamole e pimenta. Ele tem uma quedinha pela Frida, assim como o Sérgio
- Zoe Aves - Essa garota esquisita faz parte de uma família de supervilões, os Flock of Fury(Bando da Fúria em português). Ela se transforma em Black Cuervo (e todos os seus parentes são vilões com nomes de pássaros), uma criatura que tem armas laser e duas asas mecânicas. E gosta de Manny como toda sua família ama os Rivera. Morre de ciúmes de Frida Suarez. A razão de perseguir Frida é porque na pré-escola Manny foi seu melhor amigo, mas após ele conhecer Frida na detenção, ele deixou de brincar com ela. Desde então ela persegue Frida.
- El Oso - Esse vilão é forte, bem grande e tem um visual ameaçador. Mas na verdade não é lá muito inteligente. El Tigre e White Pantera vivem mandado-o para a cadeia, mas ele sempre dá um jeito de destruir as grades e fugir.
- Sartana da Morte - É a maior vilã da cidade. Ou você não teria medo de um esqueleto de 200 anos? Apesar de hoje odiar a família Rivera, dizem que no passado namorou o temido Puma Loco... Será verdade? Toca uma Guitarra como Frida, mas odeia muito ela.
- Maria Rivera - Mãe de Manny que acaba indo embora porque ela ficava louca quando Rodolfo ia lutar contra monstros e fica muito estressada quando descobre que Manny é El Tigre. Mas acaba aceitando. Ela não gosta mais de seu (pode se chamar ex) ex-marido Rodolpho. Ela adora o seu filho e vive dando beijinhos na bochecha de Puma Loco. No passado foi uma súper-heroína chamada Plata Peligrosa.
- Burro Zebra - Animal misturado que é muito dócil e que foi ressuscitado por Manny e Frida com a Guitarra dos Mortos após comer banana que é o veneno para um burrinho zebra. Então acaba virando o zumbi Burro Zebra. Mas é amado por toda a Cidade!
- Albino Burrito - É um garoto chato que acha que pode ser Super Héroi. Frida e Manny o enganaram dizendo que seus trabalhos domésticos tinham o incrível poder de ajudá-lo, para ele virar Super Herói. E vive cantando "Albino burrito! Albino burrito! Albino burrito! Albino burritoooo!"
- Che Chapuza - Um zumbi Super Vilão inimigo de Puma Loco, por que ganhou as finais de futebol da Cidade do Milagre.
- Che Chapuzinha - Neto de Che Chapuza, um zumbi como seu avô, ele é parecido com Manny, só que diferente dele. É um Super Vilão.
- Leão Dourado - Ancestral de Manny e o primeiro Rivera a ser um Super Herói. Suas roupas são semelhantes às de um conquistador e ele é o filho do Leopardo Negro, pai do poderoso Cheta, avô do El Cucharón, bisavô do Puma Loco, tataravô do White Pantera.
- El Cucharón - Bisavô de Manny, avô de Rodolfo, pai de Puma Loco, filho do poderoso Cheta, ele se veste como ocidental, provavelmente viveu no velho oeste. Ele usa um sombrero semelhante ao do Puma Loco e morreu ao tentar reviver Super Macho Blitz. Seu passado e suas diferenças com o filho foram ambos perdidos com o tempo.
- Titan Titanium - Um cara com a cara engraçada e braços de metal líquido, que quer se vingar de El Tigre porque, antes de Manny nascer, ele e seu pai já foram super heróis juntos.
- Máfia do Bigode - Um quarteto que tem bigodes super poderosos que querem acabar com El Tigre. Entre eles só o líder tem bigodes inquebráveis (não quer dizer que não se possa apará-lo) e loiros.
- Raul - O maior bigode do mundo, criado pelo Dr. Chipotle Jr, por que Manny queria se sentir mais adulto, apareceu nos episódios "O Garoto do Bigode" e "Disfarce da cidade do Milagre". Nesse último, ele se torna o bigode de disfarce dos policiais, pois o antigo era corrupto.
- Dr. Chipotle Senior - É o pai do Dr. Chipotle Jr, tem um braço mecânico e é alérgico a churros.
- Django da Morte - É o neto de Sartana dos Mortos, foi ele quem bolou um plano para provar a Sartana que El Tigre era muito malvado e para convencê-lo a se juntar a eles. (Obviamente não deu muito certo.)

## Episódios
1. A Sola de um Herói/A Noite do Guacamole Vivo. (Piloto)
2. Entra El Cuervo/Um punhado de Coleiras.
3. Gol da Trapaça/El Tigre, El Chefe.
4. Burro Zebra/Adeus, Amigos.
5. A Mãe de Todos os Tigres/Dinheiro Antigo.
6. O Atrasado Manny Rivera/Festa moustruosa.
7. O Garoto do Bigode/Puma Licito.
8. Trabalhadora da Cidade do Milagre/Dia dos Maus.
9. Pantera Amarela/Criando um Filho.
10. La Tigresa/A maldição de Albino Burrito.
11. A Balada de Frida Suarez/A Noiva do Puma Loco.
12. A Grande Escapada. (especial)
13. A Fistful of Nickels/Animais
14. Tigre+Cuervo Para Sempre/A Coisa que Chupou o Cérebro da Frida
15. Stinking Badges/Mech Daddy
16. A volta de Plata Peligrosa/Chupacabras
17. Amor e Ódio/Wrong and Dance
18. O Disfarce da Cidade do Milagre/A Noiva do Puma Loco.
19. A Colisão do Titan/Caramba, o Olho.
20. O Parceiro de Albino Burrito/Tigre Humilhado, Dragão Escondido.
21. O Cactus Kid/A Luva de uma Mãe.
22. O Bem, O Mal e o Tigre. (especial)